# 淺井政之
淺井政之（生年不詳—1570年8月9日（元龜元年六月二十八））是日本戰國時代的北近江大名淺井長政的三弟。浅井家的一門眾。浅井久政之三男、兄長浅井長政、二哥浅井政元。官位石見守。
元龜元年（1570年）在長兄長政同意帶領下讓政之從軍，在姊川之戰與磯野員昌一起突破織田軍，表現活耀但仍被織田軍給討死。